# Combe (Berkshire)
Combe – wieś w Anglii, w hrabstwie ceremonialnym Berkshire, w dystrykcie (unitary authority) West Berkshire. Leży 37 km na zachód od centrum miasta Reading i 95 km na zachód od centrum Londynu. W 2001 miejscowość liczyła 42 mieszkańców.